# Monte Unghiasse
Il Monte Unghiasse (2.939 m s.l.m.) è una montagna delle Alpi di Lanzo e dell'Alta Moriana nelle Alpi Graie. È la montagna più significativa della cresta che separa la Val Grande di Lanzo dalla Valle dell'Orco.

## Descrizione
La montagna trova in Piemonte lungo lo spartiacque tra i bacini della Stura di Valgrande e dell'Orco. Sulla cima convergono i territori comunali di Groscavallo, Noasca e Ceresole Reale, tutti e tre nella città metropolitana di Torino.

## Accesso alla vetta
Si può salire sulla vetta partendo da Alboni (1.378 m), località del comune di Groscavallo. L'itinerario prevede, dopo un primo tratto boscoso che passa sotto la parete di arrampicata della maestosa piramide di roccia del Bec Roci Ruta, il raggiungimento del pianoro di Pian Riane (1.780 m). Successivamente si contorna il fianco occidentale del monte Gran Bernardè attraversando gli alpeggi del Gias Mezzo e di Laietto (2.298 m). Giunti al Lago Grande di Unghiasse (2.490 m) per vaghe tracce si risale il ripido pendio che dopo un lungo tratto a mezza costa conduce al colle Unghiasse (2.797 m). A partire dal colle senza percorso obbligato si risalgono alcuni massi e si guadagna la vetta dove è presente un ometto di pietre.

### Cartografia
- Cartografia ufficiale italiana dell'Istituto Geografico Militare (IGM) in scala 1:25.000 e 1:100.000, consultabile on line
- Istituto Geografico Centrale - Carta dei sentieri e dei rifugi scala 1:50.000 n. 2 Valli di Lanzo e Moncenisio
- Istituto Geografico Centrale - Carta dei sentieri e dei rifugi scala 1:25.000 n.110 Alte Valli di Lanzo (Rocciamelone - Uja di Ciamarella - Le Levanne)